# 柏树林街道
柏树林街道，是中华人民共和国陕西省西安市碑林區下辖的一个乡镇级行政单位。

## 行政区划
柏树林街道下辖以下地区：
三学街社区、端履门社区、菊花园社区、开通巷社区、屹塔寺社区、马厂子社区、东仓门社区、下马陵社区、东大街社区、建国路南段社区、和平路北段社区和和平路南段社区。